# Mimela nigrosellata
Mimela nigrosellata är en skalbaggsart som beskrevs av Ohaus 1913. Mimela nigrosellata ingår i släktet Mimela och familjen Rutelidae. Inga underarter finns listade i Catalogue of Life.